# Eublemma subrufula
Eublemma subrufula là một loài bướm đêm trong họ Erebidae.